# Murol
Murol is een gemeente in het Franse departement Puy-de-Dôme (regio Auvergne-Rhône-Alpes) en telt 563 inwoners (1999). De plaats maakt deel uit van het arrondissement Issoire.

## Geografie
Murol is gelegen in het gebied van de Monts dore, een gebergte van vulkanische oorsprong in het Centraal Massief. Tussen Murol en Chambon-sur-Lac ligt het lac Chambon, een natuurlijk stuwmeer dat is ontstaan doordat de vulkaan de Tartaret, het dal van de Couze Chambon blokkeert. Met een ouderdom van 3500 tot 8000 jaar is de Tartaret een van de recentste vulkanische formaties uit het gebied.
De oppervlakte van de gemeente Murol bedraagt 15,2 km², de bevolkingsdichtheid is 37,0 inwoners per km².
De onderstaande kaart toont de ligging van Murol met de belangrijkste infrastructuur en aangrenzende gemeenten.

## Demografie
Onderstaande figuur toont het verloop van het inwonertal (bron: INSEE-tellingen).